# Renault Mégane II
| Sterne im Euro-NCAP-Crashtest (2002) |

Der Mégane II ist die zweite Generation des Kompaktklassewagens Mégane des französischen Automobilherstellers Renault.

## Modellgeschichte
Die zweite Auflage des Mégane wurde ab Oktober 2002 angeboten. Zum Start waren zunächst die drei- und fünftürigen Schräghecklimousinen erhältlich. Im September 2003 folgten sowohl das Stufenheck als auch der Kombi Grandtour. Er wurde in Werken in Frankreich (Mégane CC in Douai, Mégane Sport in Dieppe), Spanien (Drei- und Fünftürer, sowie Grandtour in Palencia) und in der Türkei (Mégane Stufenheck in Bursa) produziert.
Der Kofferraum besitzt je nach Modellvariante zwischen 330 (Fließheck) und 520 Liter (Grandtour) Volumen.
Mit dem Mégane setzte Renault seine Entwicklung in Sachen Fahrzeugsicherheit – vor allem beim Insassenschutz – fort und erreichte auch mit diesem Modell fünf Sterne im Euro-NCAP-Crashtest.

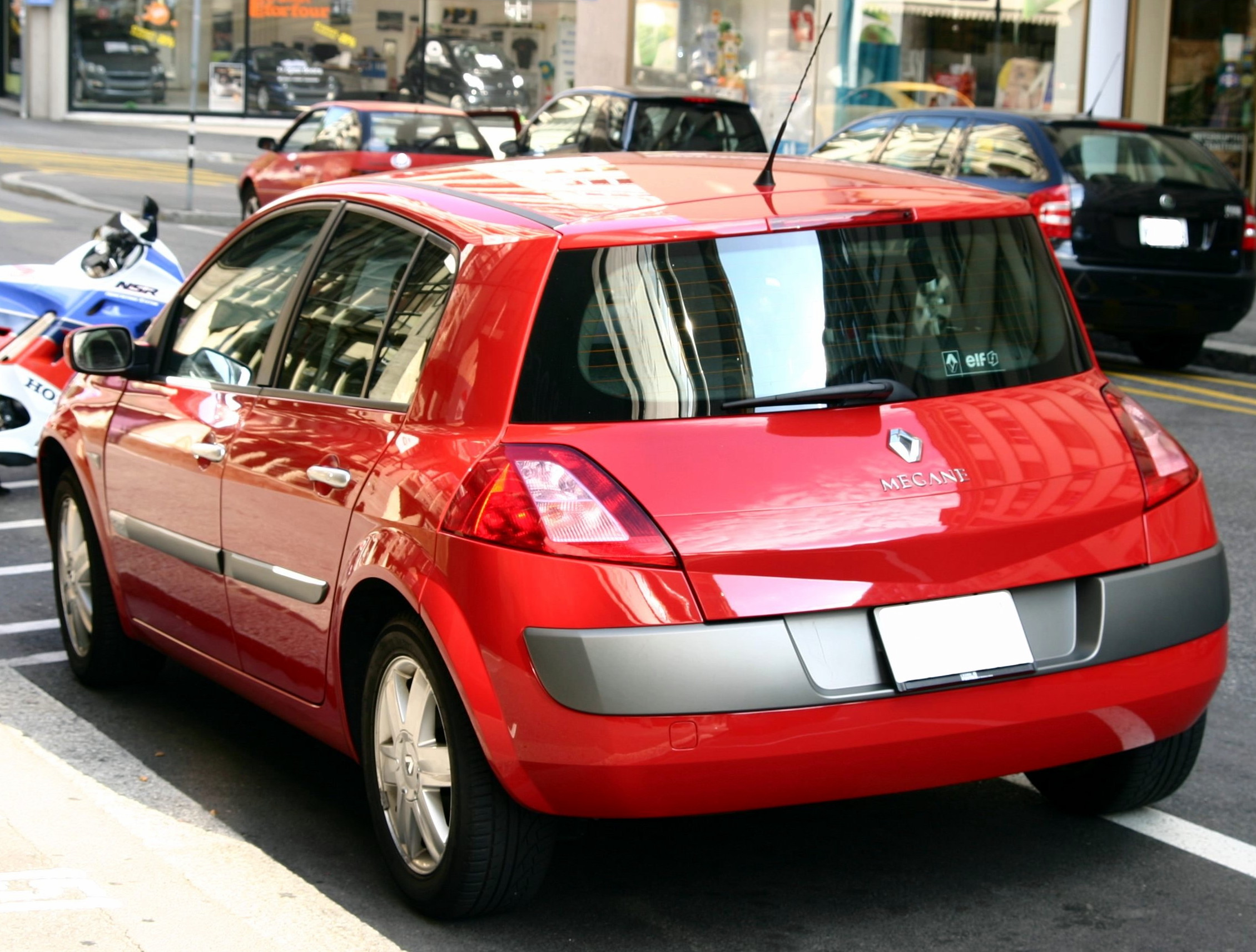
Heckansicht
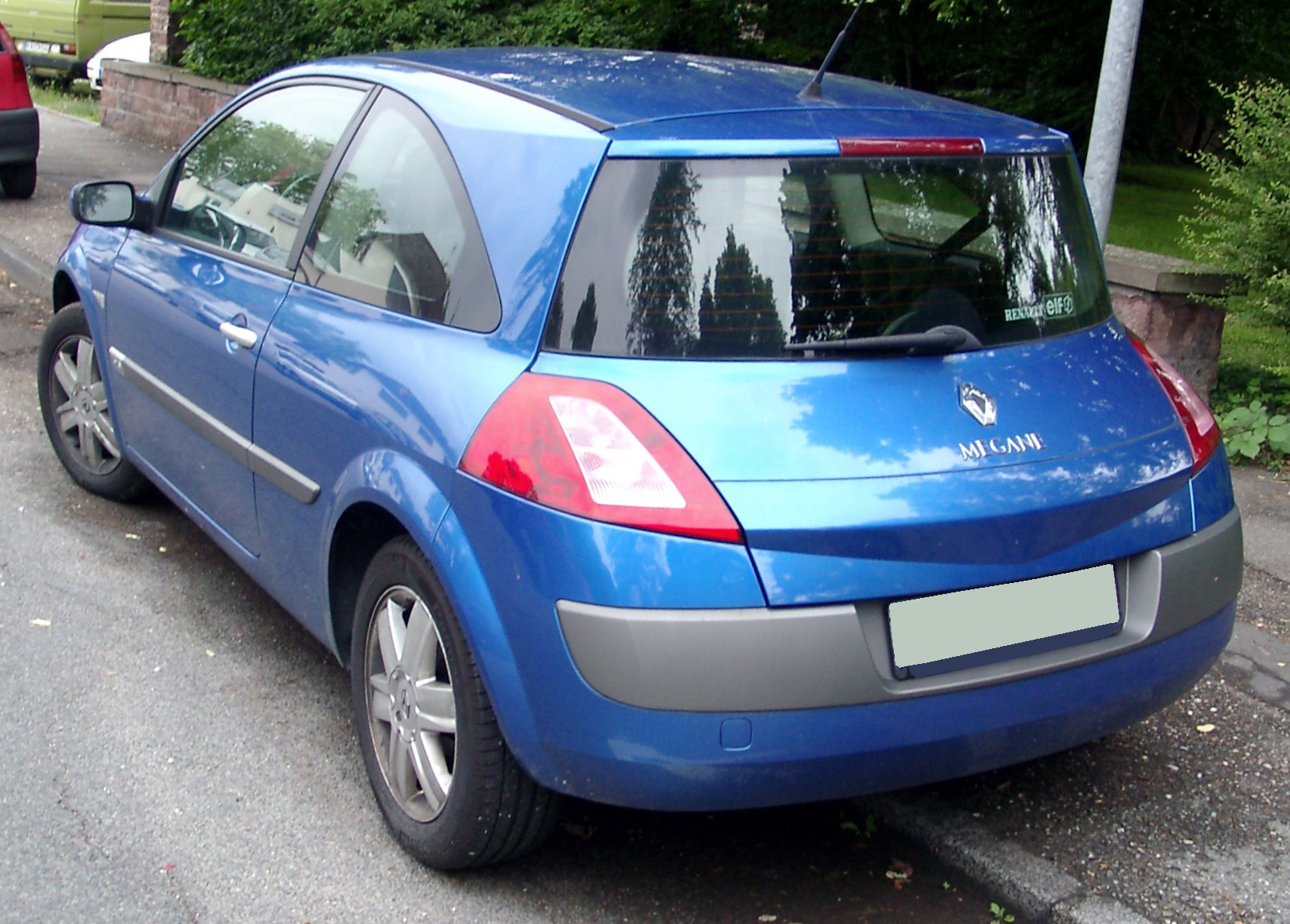
Renault Mégane Dreitürer (2002–2006)
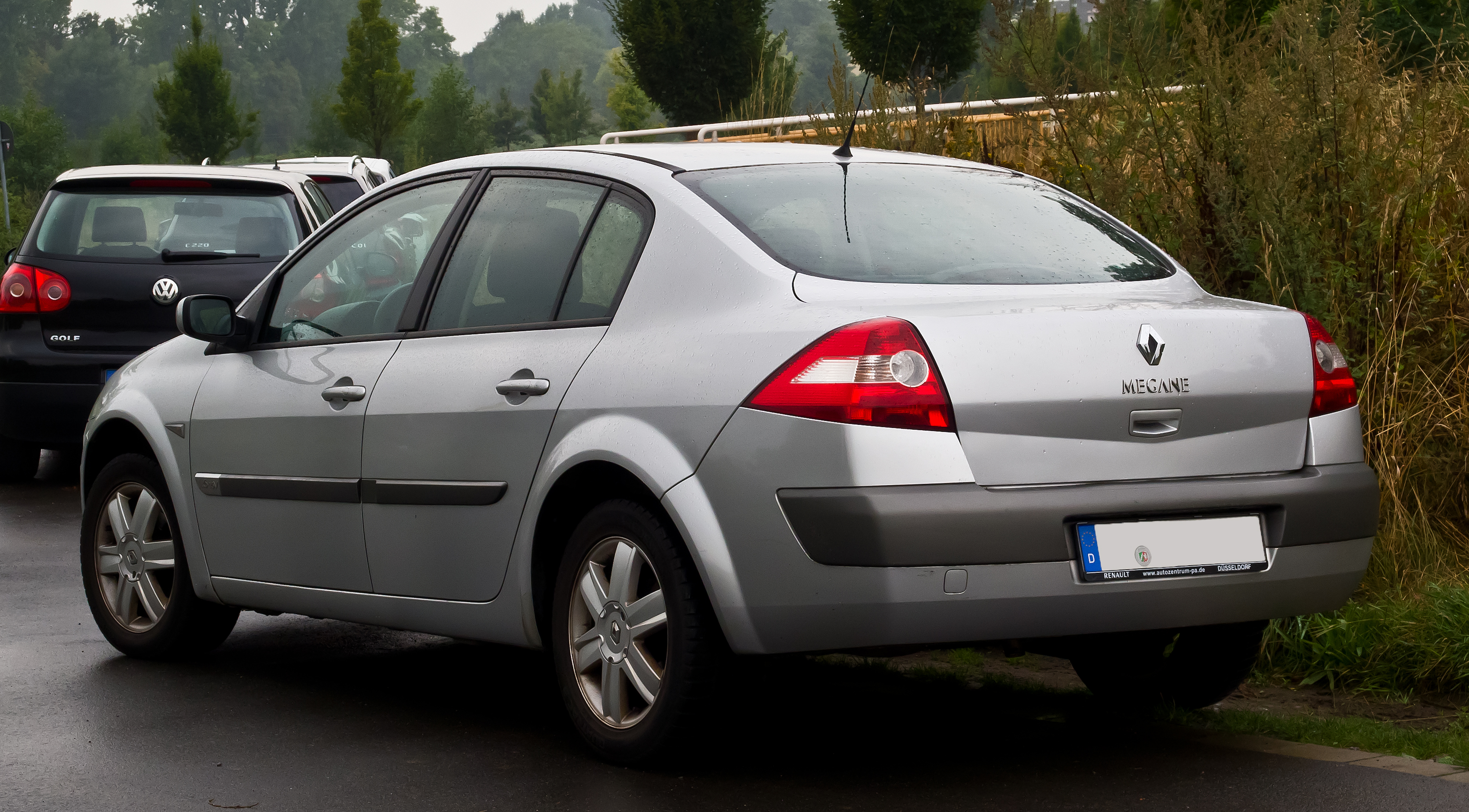
Renault Mégane Stufenheck (2003–2006)
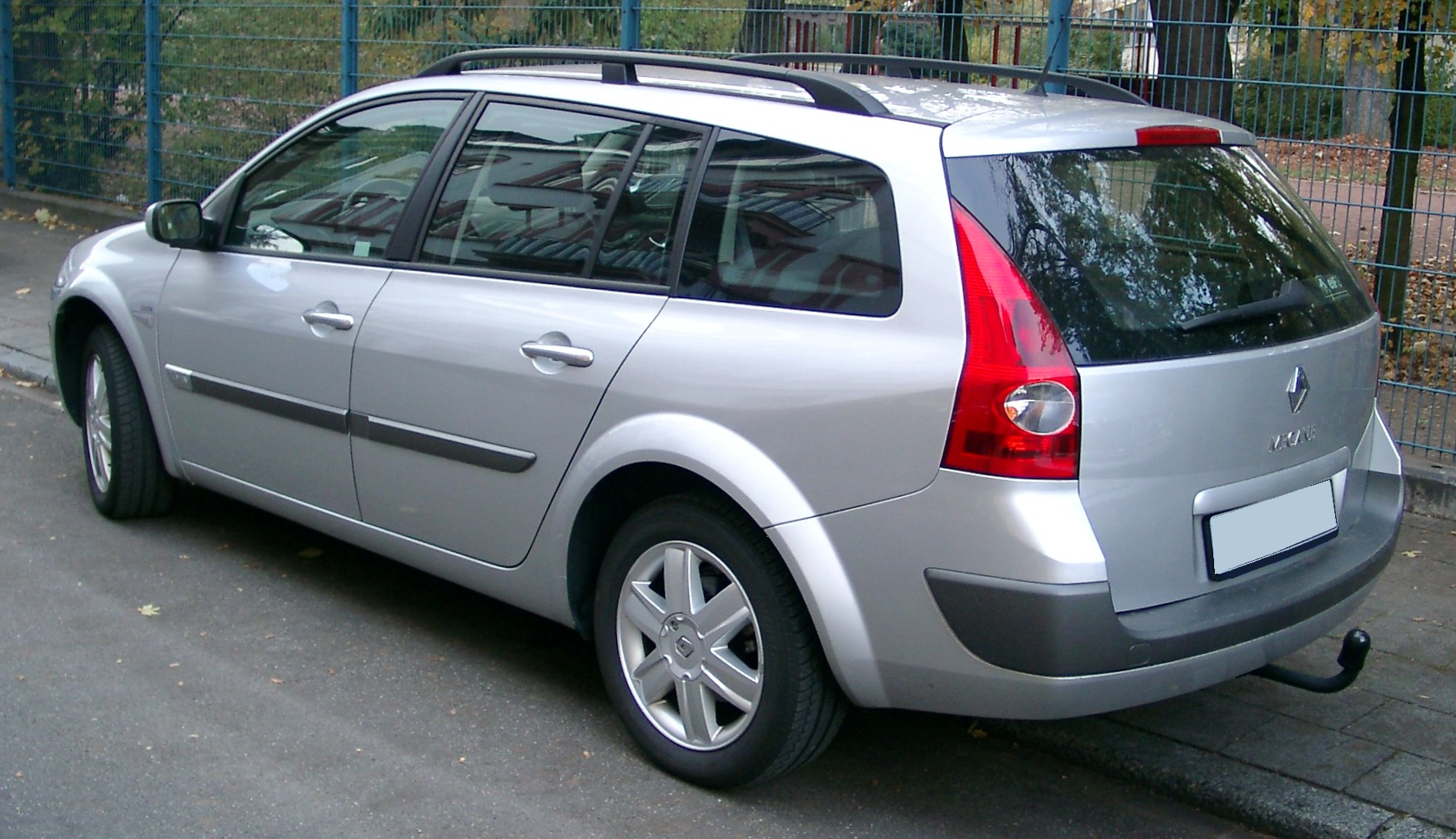
Renault Mégane Grandtour (2003–2006)

### Modellpflege
Im Januar 2006 erhielt die Baureihe ein Facelift. Die optischen Neuerungen beschränkten sich auf eine leicht veränderte Frontpartie und neu gestaltete Heckleuchten.
Auf der Genfer Autoshow 2007 wurde ein Renault Mégane Sport (R.S.) mit dem bereits aus Laguna, Espace und Vel Satis bekannten, neuen 2.0-dCi-Motor mit 127 kW (173 PS) vorgestellt. Somit gab es zusätzlich zum Benziner mit 165 bzw. 169 kW auch einen sportlichen Diesel.
Ende November 2008 wurde bereits die Schrägheckversion erneuert; das Coupé kam im Januar 2009 und der Grandtour folgte im Juni 2009. Das Coupé-Cabriolet stand ab Juni 2010 bei den Händlern. Die Stufenhecklimousine wurde August 2010 durch das eigenständig positionierte Modell Fluence ersetzt.

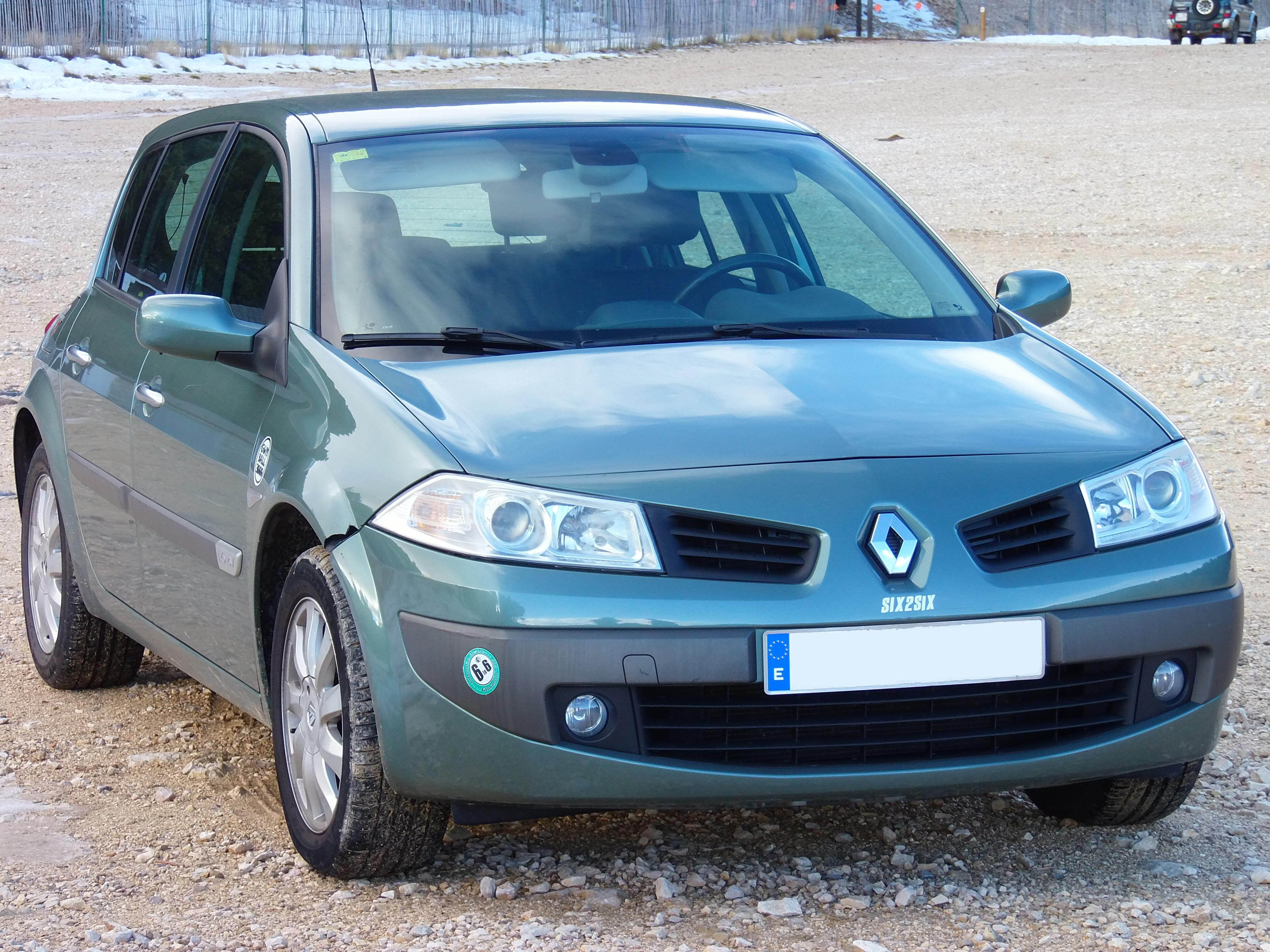
Renault Mégane Fünftürer (2006–2008)
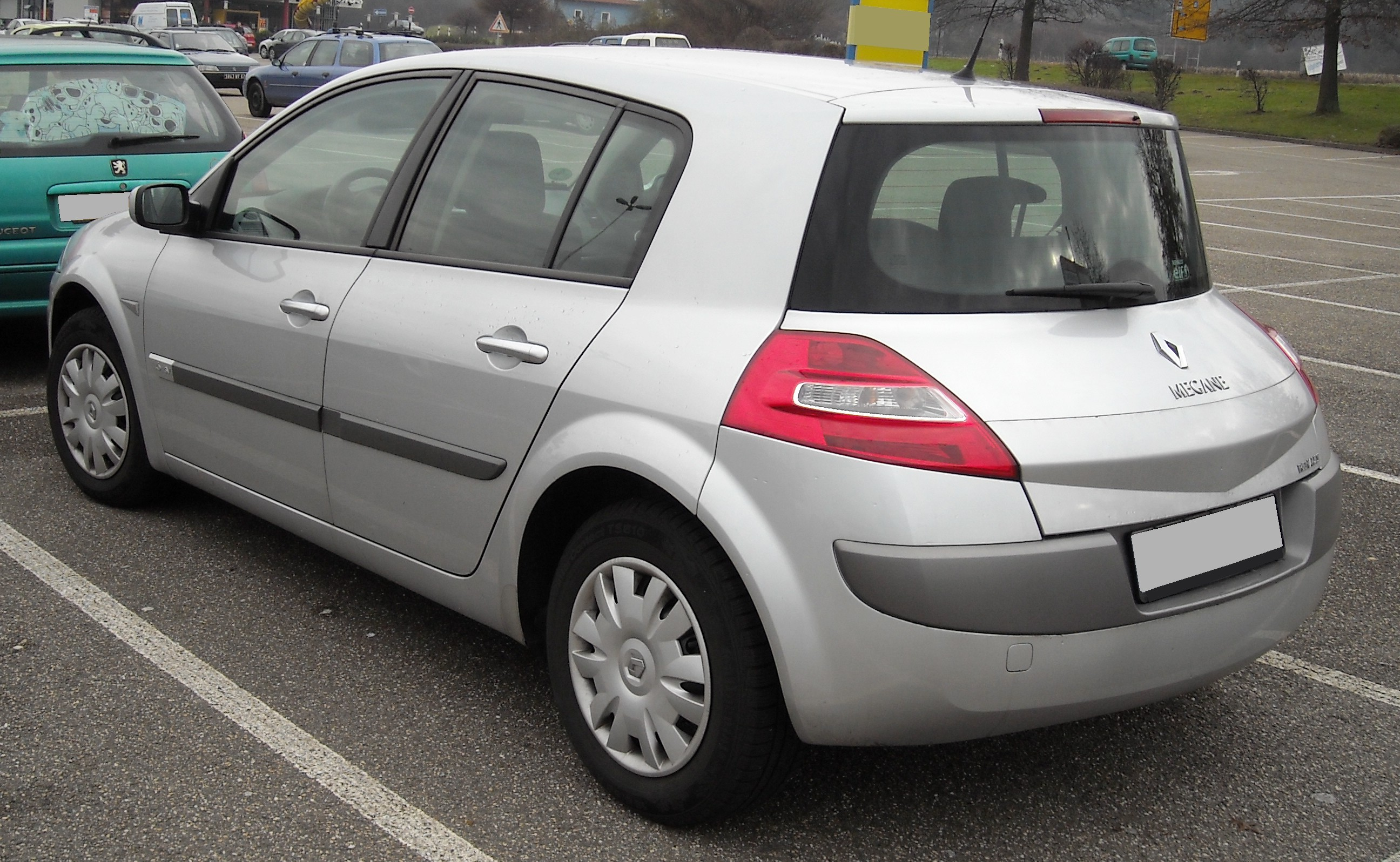
Heckansicht
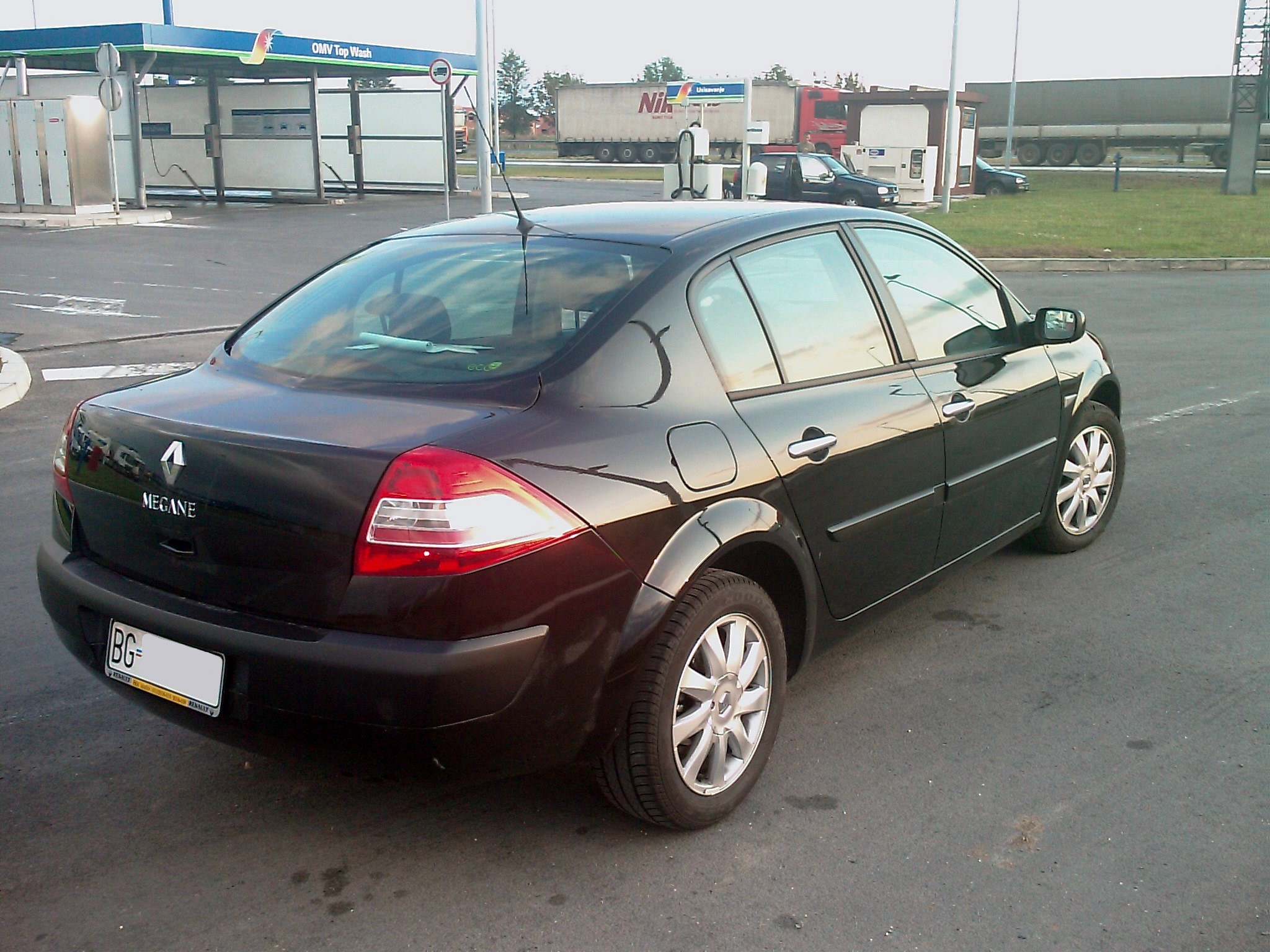
Renault Mégane Stufenheck (2006–2009)
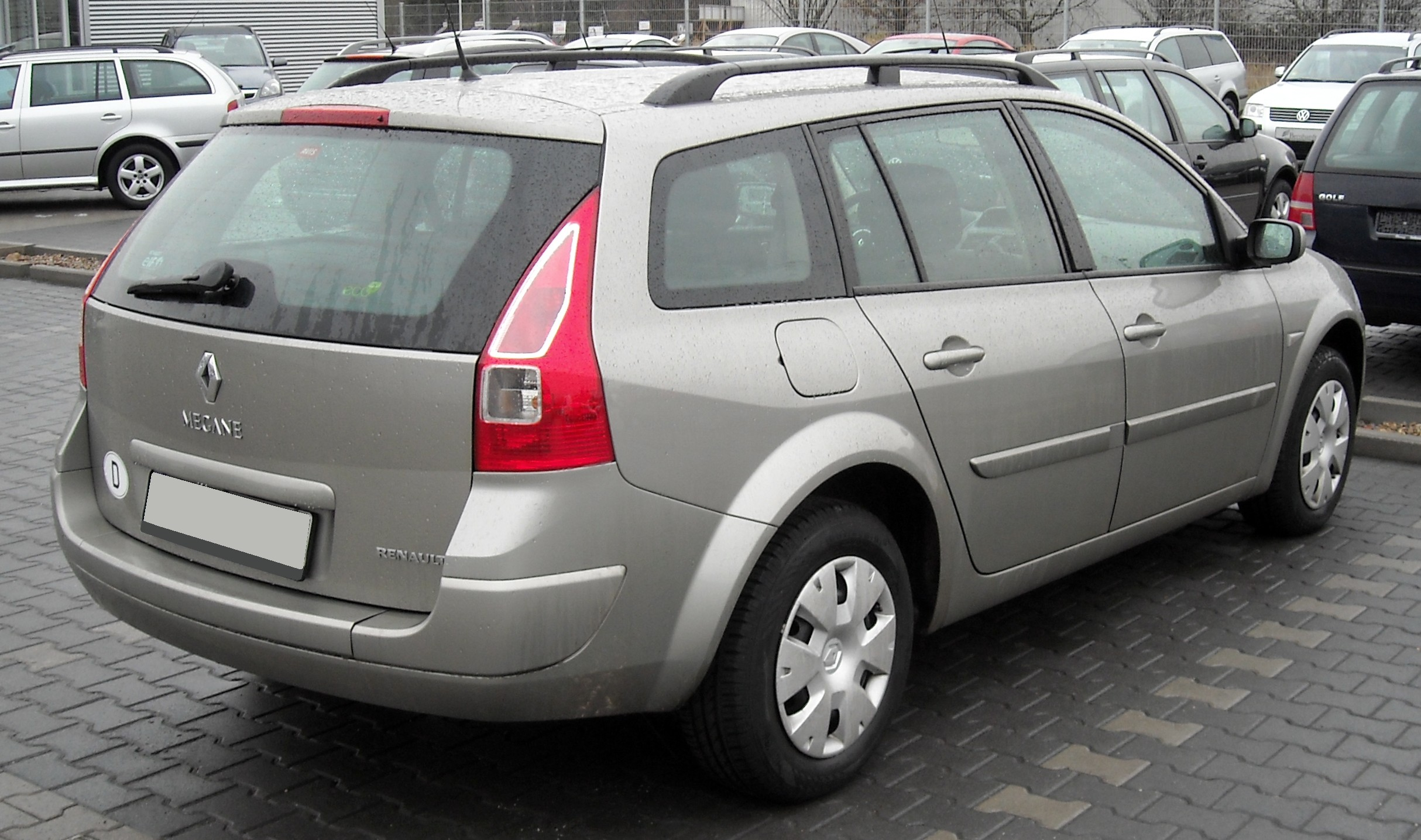
Renault Mégane Grandtour (2006–2009)
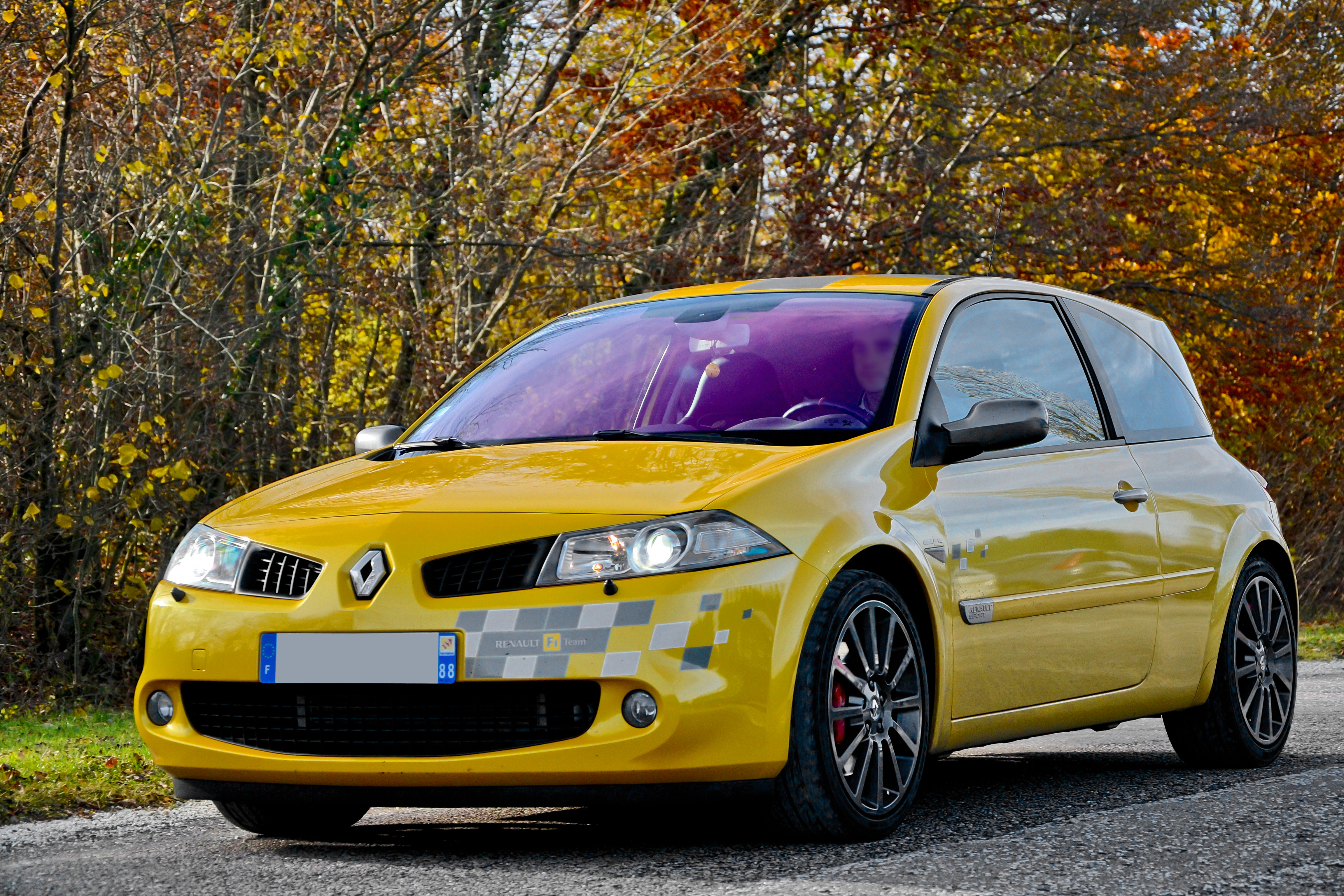
Renault Mégane R.S. (2006–2008)

## Ausstattungsvarianten
Für die Limousine sowie für den Kombi konnte man vier Basisausstattungsvarianten wählen. Die Sondermodelle boten technische Verfeinerungen und Neuerungen wie beispielsweise das schlüssellose Zugangssystem Keycard Handsfree und eine andere Kombination von Farben, Stoffen und Materialien. Folgende Ausstattungen konnte man wählen:
- Authentique
- Avantage (Sondermodell auf Basis des Authentique)
- Exception (Sondermodell auf Basis des Dynamique)
- Emotion
- Expression (außerhalb Deutschlands)
- Dynamique
- Privilège (beinhaltet sämtliche Optionspakete)

Zudem konnte man drei Optionspakete wählen, wonach die Ausstattung und die Materialien nochmals angehoben wurden. „Luxe“ entspricht dabei der hochwertigsten Ausstattung. Folgende drei Pakete konnte man wählen:
- Fairway
- Confort
- Luxe

## Technische Daten

### Ottomotoren
| Modell                  | Zylinder | Ventile pro Zylinder | Hubraum cm³ | Max. Leistung                | Max. Drehmoment     | Motorkennung | 0-100 km/h | Vmax     | Bauzeitraum     | Varianten |
| ----------------------- | -------- | -------------------- | ----------- | ---------------------------- | ------------------- | ------------ | ---------- | -------- | --------------- | --------- |
| 1.4 16V                 | 4        | 4                    | 1390        | 60 kW (82 PS) bei 6000/min   | 124 Nm bei 3750/min | K4J          | 13,5 s     | 171 km/h | 09/2003–05/2005 | 1, 2      |
| 1.4 16V                 | 4        | 4                    | 1390        | 72 kW (98 PS) bei 6000/min   | 127 Nm bei 3750/min | K4J          | 12,5 s     | 183 km/h | 09/2002–03/2009 | 1, 2, 3   |
| 1.6 16V                 | 4        | 4                    | 1598        | 83 kW (113 PS) bei 6000/min  | 152 Nm bei 4200/min | K4M          | 10,9 s     | 192 km/h | 09/2002–11/2005 | 1, 2, 3   |
| 1.6 16V                 | 4        | 4                    | 1598        | 82 kW (111 PS) bei 6000/min  | 151 Nm bei 4250/min | K4M          | 10,9 s     | 192 km/h | 11/2005–03/2009 | 1, 2, 3   |
| 1.6 16V eco2 Ethanol 85 | 4        | 4                    | 1598        | 77 kW (105 PS) bei 5750/min  | 148 Nm bei 3750/min | K4M          | 12,3 s     | 190 km/h | 02/2008–03/2009 | 3         |
| 2.0 16V                 | 4        | 4                    | 1998        | 99 kW (135 PS) bei 5500/min  | 191 Nm bei 3750/min | F4R          | 9,2 s      | 200 km/h | 09/2002–03/2009 | 1, 2, 3   |
| 2.0 16V Turbo           | 4        | 4                    | 1998        | 120 kW (163 PS) bei 5000/min | 270 Nm bei 3250/min | F4Rt         | 8,3 s      | 220 km/h | 05/2004–07/2006 | 1         |
| 2.0 16V Turbo           | 4        | 4                    | 1998        | 165 kW (225 PS) bei 5500/min | 300 Nm bei 3000/min | F4Rt         | 6,5 s      | 236 km/h | 05/2004–08/2008 | 1         |
| 2.0 16V Turbo           | 4        | 4                    | 1998        | 169 kW (230 PS) bei 5500/min | 310 Nm bei 3000/min | F4Rt         | 6,3 s      | 236 km/h | 08/2006–08/2008 | 1         |
| 1. 2. 3.                |          |                      |             |                              |                     |              |            |          |                 |           |

1. 1 2  Fahrleistungen beziehen sich auf die fünftürige Fließheckversion, mit Ausnahme des Mégane Sport, Trophy und F1 Team R26.
2. ↑  Variante: 1: Schrägheck, 2: Stufenheck, 3: Kombi (Grandtour)

### Dieselmotoren
| Modell        | Zylinder | Ventile pro Zylinder | Hubraum cm³ | Max. Leistung                | Max. Drehmoment     | Motorkennung | 0-100 km/h | Vmax     | Bauzeitraum     | Varianten |
| ------------- | -------- | -------------------- | ----------- | ---------------------------- | ------------------- | ------------ | ---------- | -------- | --------------- | --------- |
| 1.5 dCi       | 4        | 2                    | 1461        | 60 kW (82 PS) bei 4000/min   | 185 Nm bei 2000/min | K9K          | 14,3 s     | 170 km/h | 09/2002–05/2005 | 1, 2, 3   |
| 1.5 dCi       | 4        | 2                    | 1461        | 63 kW (86 PS) bei 3750/min   | 200 Nm bei 1900/min | K9K          | 12,7 s     | 174 km/h | 05/2005–03/2009 | 1, 2, 3   |
| 1.5 dCi       | 4        | 2                    | 1461        | 74 kW (101 PS) bei 4000/min  | 200 Nm bei 1900/min | K9K          | 12,7 s     | 182 km/h | 09/2003–11/2005 | 1, 2, 3   |
| 1.5 dCi (FAP) | 4        | 2                    | 1461        | 76 kW (103 PS) bei 4000/min  | 240 Nm bei 2000/min | K9K          | 11,4 s     | 183 km/h | 01/2007–03/2009 | 1, 3      |
| 1.5 dCi       | 4        | 2                    | 1461        | 78 kW (106 PS) bei 4000/min  | 240 Nm bei 2000/min | K9K          | 11,1 s     | 185 km/h | 05/2005–01/2007 | 1, 2, 3   |
| 1.9 dCi       | 4        | 2                    | 1870        | 66 kW (90 PS) bei 4000/min   | 230 Nm bei 2000/min | F9Q          | 12,9 s     | 172 km/h | 05/2004–05/2005 | 1, 2, 3   |
| 1.9 dCi (FAP) | 4        | 2                    | 1870        | 81 kW (110 PS) bei 4000/min  | 260 Nm bei 2000/min | F9Q          | 10,2 s     | 188 km/h | 05/2005–07/2006 | 1, 2, 3   |
| 1.9 dCi (FAP) | 4        | 2                    | 1870        | 85 kW (115 PS) bei 4000/min  | 300 Nm bei 2000/min | F9Q          | 10,2 s     | 193 km/h | 08/2006–03/2009 | 1, 2, 3   |
| 1.9 dCi       | 4        | 2                    | 1870        | 88 kW (120 PS) bei 4000/min  | 300 Nm bei 2000/min | F9Q          | 10,2 s     | 196 km/h | 11/2002–05/2005 | 1, 2, 3   |
| 1.9 dCi (FAP) | 4        | 2                    | 1870        | 96 kW (130 PS) bei 4000/min  | 300 Nm bei 2000/min | F9Q          | 9,6 s      | 203 km/h | 05/2005–03/2009 | 1, 2, 3   |
| 2.0 dCi       | 4        | 4                    | 1995        | 110 kW (150 PS) bei 4000/min | 340 Nm bei 2000/min | M9R          | 9,5 s      | 213 km/h | 09/2005–08/2008 | 1, 2, 3   |
| 2.0 dCi (FAP) | 4        | 4                    | 1995        | 127 kW (173 PS) bei 3750/min | 360 Nm bei 2000/min | M9R          | 8,5 s      | 220 km/h | 01/2007–08/2008 | 1         |
| 1. 2. 3.      |          |                      |             |                              |                     |              |            |          |                 |           |

1. 1 2  Fahrleistungen beziehen sich auf die fünftürige Fließheckversion, mit Ausnahme des Mégane Sport.
2. ↑  Variante: 1: Schrägheck, 2: Stufenheck, 3: Kombi (Grandtour)

## Mégane CC
Der Mégane CC (steht für Coupé-Cabriolet) stand ab September 2003 beim Händler. Er basiert auf dem Mégane II und verfügt als Besonderheit über ein zweiteiliges Glas-Faltdach. Zum Cabriolet des Vorgängermodells bestehen praktisch keine Gemeinsamkeiten mehr.
Das Faltdach kann auf Knopfdruck im Kofferraum elektrohydraulisch versenkt werden. Das Kofferraumvolumen beträgt bei geschlossenem Dach 490 l, bei versenktem Dach 190 Liter. Die Zeit zum Öffnen bzw. Schließen beträgt 22 Sekunden.
Im Unterschied zum Peugeot 307 CC, der über eine ähnliche von Magna Car Top Systems gebaute Dachsektion verfügt, besteht beim von Karmann gefertigten Renault-Dach neben der Heckscheibe auch das eigentliche „Dach“ aus Glas. Mit einem integrierten Sonnenrollo kann es abgedunkelt werden.
Das Fahrzeug verfügt über vier Sitzplätze.
Zur Sicherheitsausstattung gehören neben serienmäßigem ABS, ESP, sechs Airbags, Gurtstraffern, Gurtkraftbegrenzern auch Isofix-Kindersitzbefestigungen auf allen Plätzen außer dem Fahrersitz und optional die im Falle eines Überschlags automatisch ausfahrenden hinteren Kopfstützen als aktiven Überrollschutz. Das Fahrzeug bekam fünf Sterne im Euro-NCAP-Crashtest, dies entspricht der höchsten Wertung.

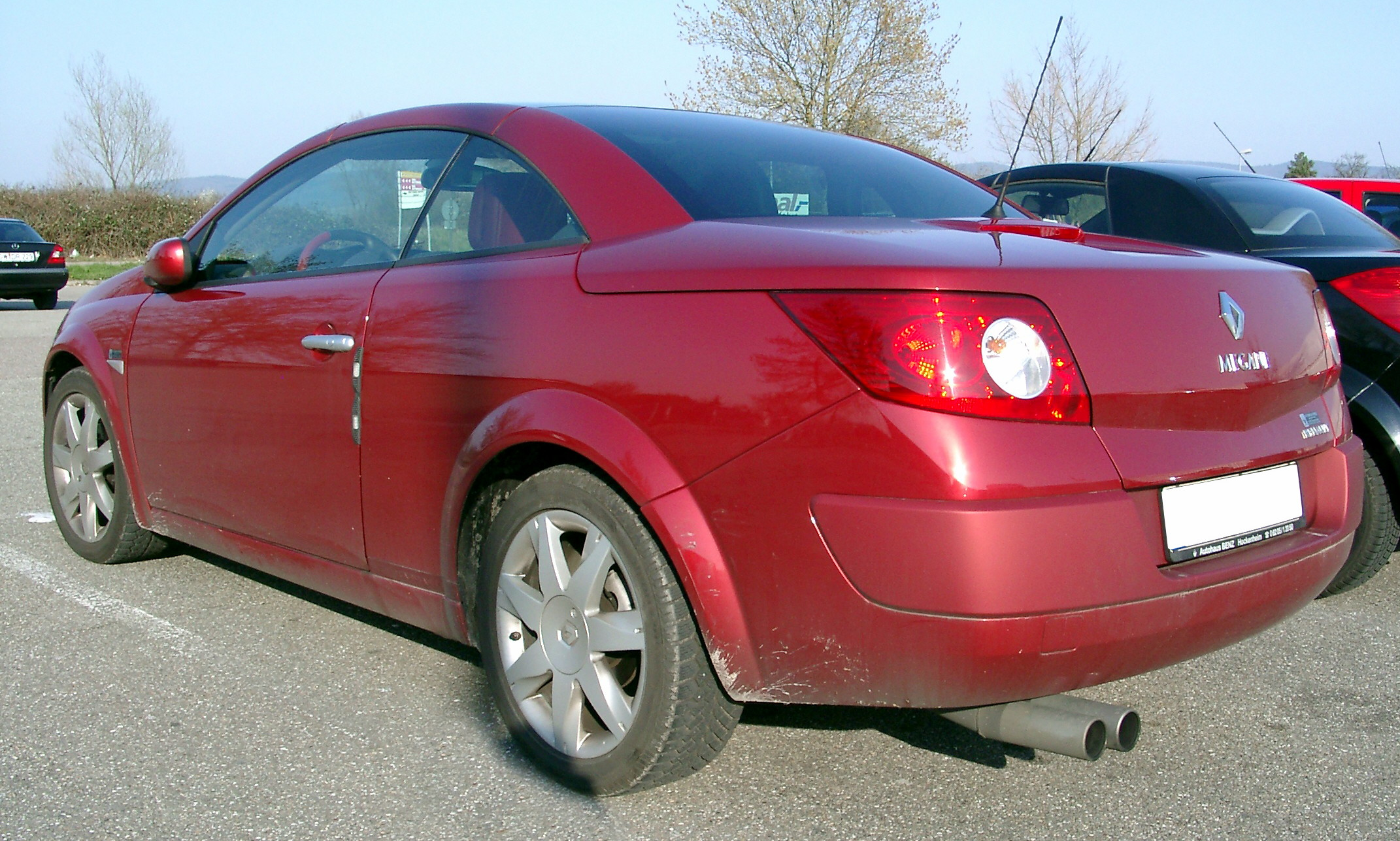
Renault Mégane CC (2006–2010)

Im Januar 2006 wurde auch am Mégane CC eine Überarbeitung vorgenommen. Äußerlich sind die Fahrzeuge von Phase 1 und Phase 2 hauptsächlich an der leicht geänderten Frontpartie und zusätzlichen Schriftzügen am Heck zu unterscheiden.

### Motoren
| Ottomotoren   | Ottomotoren | Ottomotoren          | Ottomotoren | Ottomotoren                  | Ottomotoren         | Ottomotoren  | Ottomotoren | Ottomotoren | Ottomotoren | Ottomotoren |
| Modell        | Zylinder    | Ventile pro Zylinder | Hubraum cm³ | Max. Leistung                | Max. Drehmoment     | Motorkennung | Abgasnorm   | 0-100 km/h  | Vmax        | Bauzeitraum |
| ------------- | ----------- | -------------------- | ----------- | ---------------------------- | ------------------- | ------------ | ----------- | ----------- | ----------- | ----------- |
| 1.6 16V       | 4           | 4                    | 1598        | 83 kW (113 PS) bei 6000/min  | 152 Nm bei 4200/min | K4M          | Euro 4      | 11,8 s      | 195 km/h    | 2003–2006   |
| 1.6 16V       | 4           | 4                    | 1598        | 82 kW (112 PS) bei 6000/min  | 151 Nm bei 4250/min | K4M          | Euro 4      | 11,8 s      | 195 km/h    | 2006–2010   |
| 2.0 16V       | 4           | 4                    | 1998        | 99 kW (135 PS) bei 5500/min  | 191 Nm bei 3750/min | F4R          | Euro 4      | 9,9 s       | 205 km/h    | 2003–2010   |
| 2.0 16V Turbo | 4           | 4                    | 1998        | 120 kW (163 PS) bei 5000/min | 270 Nm bei 3250/min | F4R          | Euro 4      | 8,7 s       | 220 km/h    | 2004–2008   |
| Dieselmotoren |             |                      |             |                              |                     |              |             |             |             |             |
| Modell        | Zylinder    | Ventile pro Zylinder | Hubraum cm³ | Max. Leistung                | Max. Drehmoment     | Motorkennung | Abgasnorm   | 0-100 km/h  | Vmax        | Bauzeitraum |
| 1.5 dCi (FAP) | 4           | 2                    | 1461        | 78 kW (106 PS) bei 4000/min  | 240 Nm bei 2000/min | K9K          | Euro 4      | 12,2 s      | 190 km/h    | 2008        |
| 1.9 dCi (FAP) | 4           | 2                    | 1870        | 81 kW (110 PS) bei 4000/min  | 260 Nm bei 2000/min | F9Q          | Euro 4      | 11,2 s      | 192 km/h    | 2006–2010   |
| 1.9 dCi       | 4           | 2                    | 1870        | 88 kW (120 PS) bei 4000/min  | 300 Nm bei 2000/min | F9Q          | Euro 3      | 10,9 s      | 200 km/h    | 2003–2005   |
| 1.9 dCi (FAP) | 4           | 2                    | 1870        | 96 kW (130 PS) bei 4000/min  | 300 Nm bei 2000/min | F9Q          | Euro 4      | 9,6 s       | 203 km/h    | 2005–2010   |
| 2.0 dCi (FAP) | 4           | 4                    | 1995        | 110 kW (150 PS) bei 4000/min | 320 Nm bei 2000/min | M9R          | Euro 4      | 9,5 s       | 213 km/h    | 2006–2010   |